# Derek Prince
Peter Derek Vaughan Prince (* 14. August 1915 in Bangalore; † 24. September 2003 in Jerusalem) war ein britischer Philosoph, Pfingstpastor und international bekannter Bibellehrer, dessen tägliche Radioprogramme Today with Derek Prince (auch als Keys to successful Living bekannt, deutsch: Schlüssel für ein erfolgreiches Leben) von der Hälfte der Weltbevölkerung in zahlreichen Sprachen empfangen werden konnten. Sein Programm wurde unter anderem in Englisch, Arabisch, Spanisch, Kroatisch, Russisch, Malagasy, Tongaisch, Samoanisch und vier chinesischen Dialekten ausgestrahlt. Er hat über 50 Bücher verfasst, die insgesamt in etwa 60 Sprachen übersetzt wurden. Am bekanntesten wurde er durch seine Lehren über den geistlichen Kampf, die Befreiung von Dämonen und den Christlichen Zionismus. Er war vor allem in Kreisen der Pfingstkirchen bekannt, auch wenn seine Lehren aus der Bibel bewusst denominationsunabhängig gehalten waren. Sein weltweiter Dienst, Derek Prince Ministries, ist weiterhin unter dem Slogan Reaching the unreached and teaching the untaught (deutsch: Die Unerreichten erreichen und die Ungelehrten lehren) tätig.

## Kindheit, Jugend und Ausbildung
Derek Prince wurde in Indien als Einzelkind seiner britischen Eltern geboren. Sein Vater war Paul Ernest Prince, ein Offizier der Madras Sappers and Miners, einer Leibgarde der englischen Königin. Seine Mutter mit dem Vornamen Gwendolyn war die Tochter des Generalmajors Robert Edward Vaughan. In den ersten fünf Lebensjahren wurde er von einer ayah, einem indischen Kindermädchen, erzogen. Dann brachte ihn seine Mutter zu ihren Eltern nach Sussex. Mit neun Jahren kam er an die Boarding School.
Mit gut dreizehn Jahren besuchte er zuerst das Eton College und dann das King’s College in Cambridge. Er studierte Altgriechisch und Latein sowie in Cambridge Philosophie, wobei er sich auf Logik und Platos Lehre spezialisierte und bei Ludwig Wittgenstein studierte. Seine Master-Dissertation unter dem Titel The Evolution of Plato's Method of Definition (deutsch: Die Entstehung von Platos Methodik der Definition) brachte ihm im Alter von 24 Jahren ein Stipendium ein. 1938 bis 1940 war er wissenschaftlicher Assistent an der Universität Cambridge, 1940 wurde er zum Professor am King’s College ernannt.
Unter dem Einfluss des Vizekanzlers Charles Raven verweigerte Prince im Zweiten Weltkrieg den Dienst an der Waffe und beteiligte sich stattdessen im Sanitätsbereich bei dem Royal Army Medical Corps. Nachdem er zur Ausbildung nach Scarborough in Yorkshire geschickt worden war, besuchte er dort eine Pfingstkirche und erlebte im Juli 1941 eine lebensverändernde Begegnung mit Jesus Christus. Aus dieser Begegnung zog er zwei Schlüsse: Zum einen, dass Jesus Christus lebe, zum anderen, dass die Bibel ein wahres, relevantes und aktuelles Buch sei. Diese Schlüsse beeinflussten den künftigen Verlauf seines Lebens grundlegend. Im Anschluss an seine Ausbildung wurde er nach Nordafrika geschickt, wo er in Ägypten, im Sudan und in Palästina Dienst tat.

## Eheschließung und Entwicklung seines Dienstes
Während er in Palästina Dienst tat, begegnete Prince Lydia Christensen, einer Dänin, die zuerst in Jerusalem und dann in Ramallah ein Waisenhaus führte und acht Mädchen adoptiert hatte. Obwohl Lydia 25 Jahre älter als Prince war, heirateten sie. Prince unterstützte energisch die Gründung des Staates Israel 1948, die er als Erfüllung einer biblischen Prophezeiung ansah, verließ aber mit dem letzten britischen Konvoi Jerusalem, um nach Großbritannien zurückzukehren.
In Großbritannien reichte Prince 1949 seine Kündigung als Professor beim King’s College ein, und er trat am Speakers Corner im Hyde Park in London auf, um Menschen aufzurufen, seine Pfingstkirche zu besuchen, die er in Notting Hill leitete. 1957 zog er mit Lydia nach Kisumu in Kenia weiter, wo er Schulleiter wurde und ein kenianisches Baby adoptierte, dem er den Namen Jessika gab. Er beanspruchte, in dieser Zeit mit Hilfe der Kraft des Heiligen Geistes zwei Menschen von Tod erweckt zu haben.
1962 zog die Familie Prince nach Kanada, im Anschluss gingen sie in ein Pastorat an der Peoples Church in Minneapolis und wurden US-Bürger. Von hier wechselten sie zum Broadway Tabernacle in Seattle, wo er in den Befreiungsdienst hineinwuchs, weil er dämonische Manifestationen erlebte. In dieser Zeit erlangte Derek Prince seine erste weitere Bekanntheit durch einen Tonbandkassetten-Dienst mit Bibelstunden und arbeitete bald mit dem Full Gospel Businessmen's Fellowship International (in Deutschland: Geschäftsleute des vollen Evangeliums, heute Christen im Beruf) zusammen. Dies führte zu einem Wechsel an den Faith Tabernacle in Chicago bis 1969 und dann nach Fort Lauderdale in Florida, wo sein internationaler Lehrdienst begann. Nach Lydias Tod 1975 heiratete er 1978 Ruth Baker.
Sein Schwiegersohn David Selby unterstützte ihn bald in seinen größer werdenden Aufgaben, woraus dann Derek Prince Ministries mit Diensten in 140 Ländern, 70 Büros weltweit und Sitz in Charlotte, North Carolina, entstanden ist.

## Lehren

### Dämonen und Befreiung
Als Pfingstler glaubte Prince an die Realität geistlicher Kräfte, die die Welt regieren und an die Kraft von Dämonen, die Krankheit und psychische Probleme auslösen können. Laut seinen Erfahrungen sprachen Dämonen und böse Geister regelmäßig aus den Hilfesuchenden in personifizierter Form. Dies macht Prince beispielsweise in seinem Buch Sie werden Dämonen austreiben deutlich, als er während seiner Zeit in Seattle von einem Baptistenpastor zur Hilfe gerufen wurde, bei einem Gemeindemitglied einen Exorzismus durchzuführen. Durch mehrere Erlebnisse kam er zu der Gewissheit, dass Dämonen auch Christen beeinflussen können, wenn ihnen durch tolerierte Sünde oder Generationsflüche bewusst oder unbewusst Zugang gewährt wurde. Dies unterschied sich von der üblicheren pfingstlerischen Vorstellung, dass Dämonen nur Einfluss auf Nichtchristen haben könnten. Prince glaubte, dass sein Befreiungsdienst die Kraft Gottes benutzte, um gegen Dämonen zu kämpfen.

### Christlicher Zionismus
Prince war auch der Überzeugung, dass der Staat Israel die Erfüllung biblischer Prophezeiungen sei und dass der Zusammenbruch des britischen Empire durch Großbritanniens mangelnde Unterstützung Israels im Jahr 1948 verursacht sei. Er sah den Islam als dämonisch beeinflusst und äußerte noch kurz vor seinem Tod die Befürchtung, dass Großbritannien ein muslimisches Land werden könne.

## Kontroverse um die Shepherding Movement
1968 wurde Prince Mitarbeiter der Holy Spirit Teaching Mission (HSTM), die ihn mit drei anderen charismatischen christlichen Pastoren in Fort Lauderdale in Kontakt brachte: Don Basham, Bob Mumford und Charles Simpson. Die HSTM war von dem Geschäftsmann Eldon Purvis gegründet worden, nachdem aber Purvis' Homosexualität bekannt geworden war, gründete Prince mit den anderen drei Pastoren die Christian Growth Ministries (CGM). 1974 entwickelte CGM eine in der charismatischen Bewegung extreme Lehre, die die Autorität weniger Hirten über ihre „Schafe“ stark betonte. Der Gruppe schloss sich Ern Baxter an, die fünf Männer wurden als die Fort Lauderdale Five bekannt, ihr Dienst wurde unter dem Namen Shepherding Movement bekannt.
Die übermäßige Betonung der Unterordnung in der CGM verursachte Kontroversen. Lydia Prince distanzierte sich, und mit dem Bekanntwerden von Missbrauchsberichten wurde diese Bewegung von Pat Robertson, Kathryn Kuhlman und der Full Gospel Businessmen's Fellowship International deutlich verurteilt. Lydia Prince starb im Jahr 1975. Als Prince später Ruth Baker heiraten wollte, untersagten es ihm seine Mithirten. Später gaben sie dann doch ihr Einverständnis, und Prince heiratete 1978 erneut. 1983 trennte er sich von der Bewegung und gab an, dass er aufgrund seiner intensiven Reisetätigkeit und seinem Leiden nach dem Tod Lydias nie vollständig in die Vorgänge dort involviert gewesen wäre. Darüber hinaus tat er öffentlich Buße über seine Mitgliedschaft in dieser Gruppe und kommentierte die Bewegung kritisch in mehreren seiner Predigten. 1986 löste sich die gemeinsame Bewegung schließlich auf; der Mitbegründer und eigentliche Kopf Charles Simpson führte dieses Leitungssystem jedoch weiter. Im Jahr 1990 entschuldigte sich Bob Mumford formell bei den Opfern der Bewegung.

## Die letzten Jahre

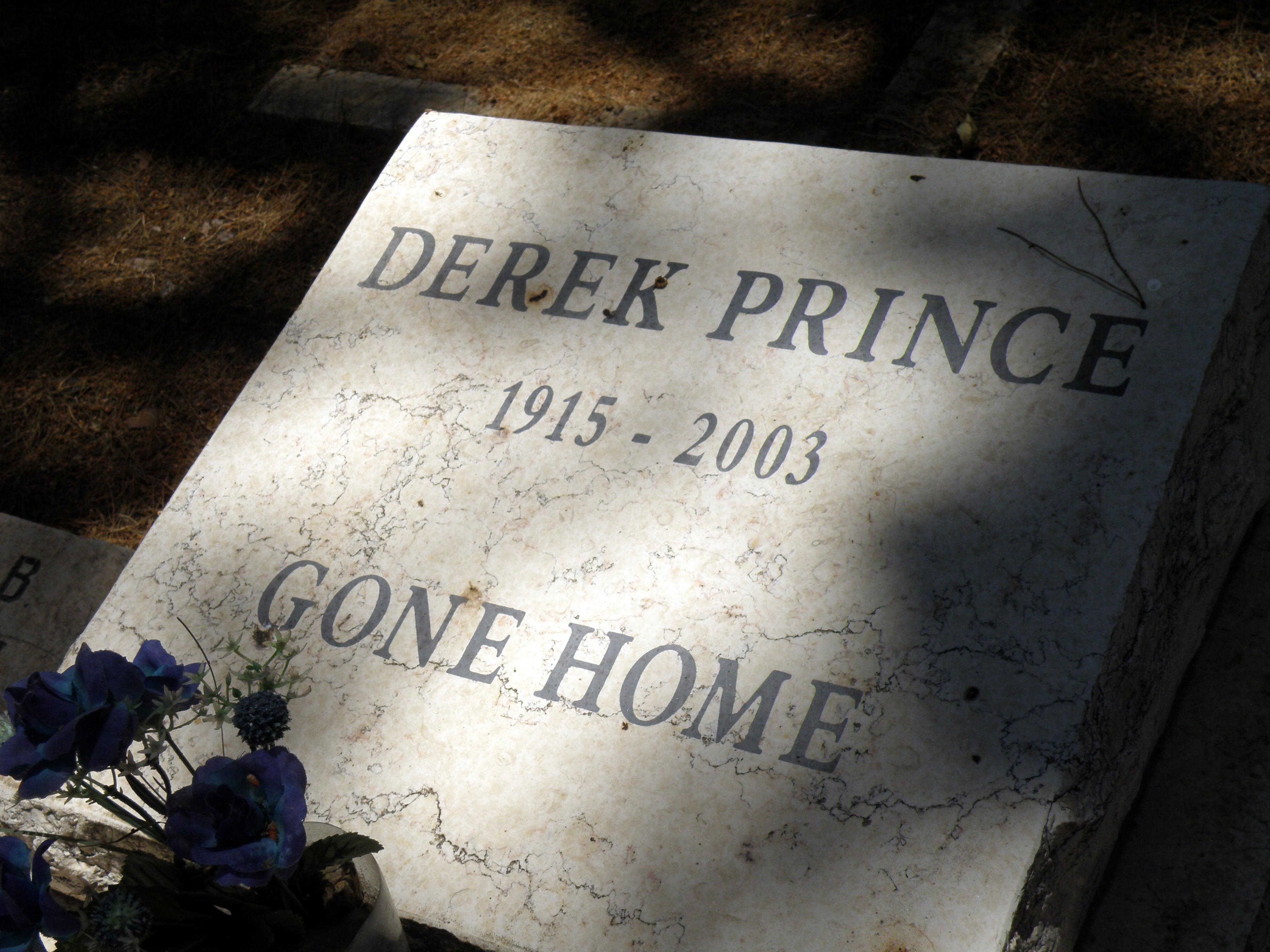
Grab von Derek Prince

Ruth Baker, die künftige Ruth Prince, lernte Derek in Jerusalem kennen, von nun an lebte er jedes Jahr für sechs Monate dort. Gemeinsam begründeten sie ein weltweites Missionsprogramm, das Materialien seines Dienstes für Pastoren um die ganze Welt frei verfügbar machte. Ein Missionar namens Ross Paterson organisierte, dass seine Lehren über Rundfunk in China ausgestrahlt wurden, wo Prince als Ye Guang-Ming (deutsch: Klares Licht) bekannt wurde.
Ruth Prince starb im Jahr 1998, Derek im September des Jahres 2003. Seine letzten Tage verbrachte er in Jerusalem bei seinem Freund Eliyahu Ben-Haim.

## Veröffentlichungen
Als international bekannter Bibellehrer veröffentlichte Derek Prince mehr als 50 Bücher, die in etwa 60 Sprachen übersetzt wurden. Er ließ über 600 Lehrpredigten und 100 Videobotschaften aufzeichnen, die insgesamt in mehr als 100 Sprachen übersetzt wurden. Unter anderem schrieb er die Bücher The Grace of Yielding, The Foundations Series, The Destiny of Israel and the Church, The Last Word on the Middle East und Faith to Live By.
Deutsche Ausgaben (Auswahl):
- Der Ehebund, 1983.
- Leben aus Glauben, 1987.
- Die Waffe des Betens und Fastens, 1987.
- Biblische Fundamente, 1989.
- Kommt der Antichrist aus Europa? Die Endzeitprophetien Jesu, 1993.
- Biblische Prophetie und der Nahe Osten. Israel – Gottes Zeiger an der Weltenuhr, 1994.
- Lassen Sie sich nicht verführen / Es ist wichtig, sich zu entscheiden, 1995.
- Die drei endzeitlichen Ziele Gottes /Ohne Furcht in die Endzeit, 1995.
- Der Weg von Ablehnung zu Annahme /Vaterschaft, 1995.
- Aufruhr in der Gemeinde. Ein persönliches Zeugnis und ein Bibelstudium über Lachen, Ruhen im Geiste und andere „neue“ Manifestationen im Leib Christi, 1995.
- Was wir Israel schuldig sind, 1996.
- Gottes Arznei, 1996.
- Für die Regierung beten, 1996.
- Die Philosophie, die Bibel und das Übernatürliche, 1996.
- Der Tausch am Kreuz, 1996.
- Die Zukunft Israels und der Gemeinde, 1997.
- Eine verständige Frau ist vom Herrn / Wie man den richtigen Partner findet, 1997.
- Deine Berufung ist heilig / Wie man seinen Platz findet, 1997.
- Antisemitismus – der Anteil der Christen / Israel in der Krise, 1997.
- Grundsteine. Eine feste Grundlage... ein gesundes Fundament, 1998.
- Sie werden Dämonen austreiben. Was Sie über Dämonen, Ihre unsichtbaren Feinde, wissen sollten, 1998.
- Vergebung / Zurück zur Einheit, 1999.
- Studienführer, Auf der Suche nach der Wahrheit, 1999.
- Gottes Plan für ihre Finanzen, 1999.
- Gott stiftet Ehen, 1999.
- Heilung und Gesundheit / Wie sehen Sie Ihren Körper?, 1999.
- Das „Gebetsorchester“ / Die Macht der Proklamation, 1999.
- Braucht Ihre Zunge Heilung?. Tod und Leben sind in der Gewalt der Zunge (Spr. 18, 21a), 1999.
- Biblische Grundlagen für den Befreiungsdienst, 2000.
- Ehemänner und Väter, 2000.
- Warum Israel? / Die Rückführung Israels, 2000.
- Wahrheit, Glaube, Liebe – Ziele, die Gott mir gab / Was es heißt, ein Mann Gottes zu sein, 2000.
- Sie und ihr Haus / Der letzte Befehl Christi, 2000.
- Danksagung, Lobpreis und Anbetung, 2000.
- Gebete und Proklamationen, 2000.
- Schutz vor Verführung, 2000.
- Die Verführung des Humanismus, 2000.
- Klänge von Davids Harfe, 2000.
- Der Heilige Geist in Ihnen, 2000
- Biblische Fundamente, Band 1-3, 2001.
- Wer kümmert sich um Waisen, Witwen, die Armen und Unterdrückten?. Gott kümmert sich um sie – und wir?, 2001.
- Sühne – Ihre persönliche Begegnung mit Gott, 2001.
- Wer bin ich? – Entdecken Sie sich im Spiegel Gottes, 2001.
- Richten. Wann? Warum? Wie?, 2002.
- Prophetische Sicht für unsere Zeit. Krisen mit Fasten begegnen., 2002.
- Für Gott gibt es keine Kluft zwischen den Generationen. Gut, daß Sie gefragt haben, 2002.
- Christus herrscht inmitten seiner Feinde. Mit Autorität in den geistlichen Kampf, 2002.
- Segen oder Fluch. Sie haben die Wahl, 2003.
- Der Weg nach oben führt nach unten. Von der Gnade, sich beugen zu können, 2003.
- Bittere Oasen. Termine mit Gott in der Wüste, 2003.
- Vergäße ich dein, Jerusalem, 2003.
- Du erquickst meine Seele, 2003.
- Geistlicher Konflikt. Luzifer fordert Gott heraus, 2003.